# كورا إل. في. سكوت
كورا إل. في. سكوت (بالإنجليزية: Cora L. V. Scott)‏ هي محاضرة وكاتِبة أمريكية، ولدت في 21 أبريل 1840 في كوبا في الولايات المتحدة، وتوفيت في 3 يناير 1923 في شيكاغو في الولايات المتحدة.